# Cabestro

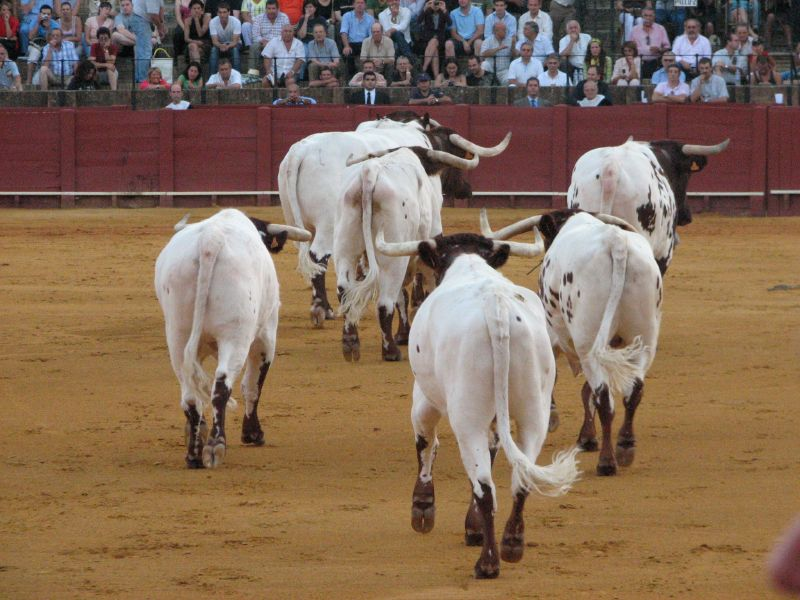
Cabestros de la raza andaluza Berrenda en colorado en la Plaza de toros de Sevilla

Se llama cabestro a un toro, generalmente de una raza utilizada para producción de carne, que se castra a los dos años para facilitar su doma. Tras un largo proceso de aprendizaje se emplea en las ganaderías de toros de lidia para diferentes operaciones relacionadas con el manejo de las reses bravas en el campo. También se usan en las plazas de toros para conducir de vuelta a los corrales a los toros que por alguna circunstancia no son aptos para la lidia o a los que son indultados, y en los encierros, como el de Pamplona, para abrir y cerrar la manada e indicar el camino al resto de los animales.

 El cabestro es manso por ser un bovino de una raza diferente a los de lidia y no por efecto de la castración como algunos creen.
El término en su uso coloquial se refiere a una persona torpe o ruda, como aparece en la definición del diccionario de la Real Academia de la Lengua Española, que generalmente no ha sido capaz de completar los estudios básicos y que resuelve las cosas sin pensar mucho, de manera torpe y sin ninguna paciencia con intención de acabar cuanto antes. Sinónimo de tener poca cabeza y de arreglar las cosas a cabezazos o a voz limpia ya que no dispone de recursos para hacerlo de otra forma más civilizada.

## Etimología
Procede del latín capistrum ‘bocado, banda de cuero que se pone en la cabeza del ganado para enganchar las riendas’, y esta palabra a su vez de caput ‘cabeza’. Se llama así a estos animales metafóricamente, porque cumplen la función de sujetar o mantener controlados a los toros.[cita requerida]

## Cabestro o buey
Según el diccionario de la Real Academia Española, un buey es un toro castrado, mientras que un cabestro es un buey manso que se utiliza en las ganaderías como guía de las toradas. Las funciones tradicionales del buey son la producción de carne, arrastrar cargas y tirar del arado durante las faenas de labranza, mientras que el cabestro se utiliza en las ganaderías bravas para facilitar el manejo de los toros destinados a la lidia. Por lo tanto, se puede afirmar que un cabestro es un buey adiestrado para ser utilizado con unos fines específicos en las ganaderías bravas. Todos los cabestros son bueyes, pero la mayoría de los bueyes no son cabestros.

## Cabestrero
El cabestrero es la persona que doma a los cabestros. Este proceso es largo y necesita conocimientos y experiencia. La doma puede prolongarse hasta nueve meses. Una vez finalizada los animales obedecen a la voz de una persona o a sus gestos y realizan la función que el cuidador desea. Algunos cabestreros han alcanzado notoriedad en el mundo taurino, uno de ellos es Florencio Fernández Castillo (Florito), mayoral y cabestrero de Las Ventas desde 1986.

## Razas de vacuno utilizadas como cabestro

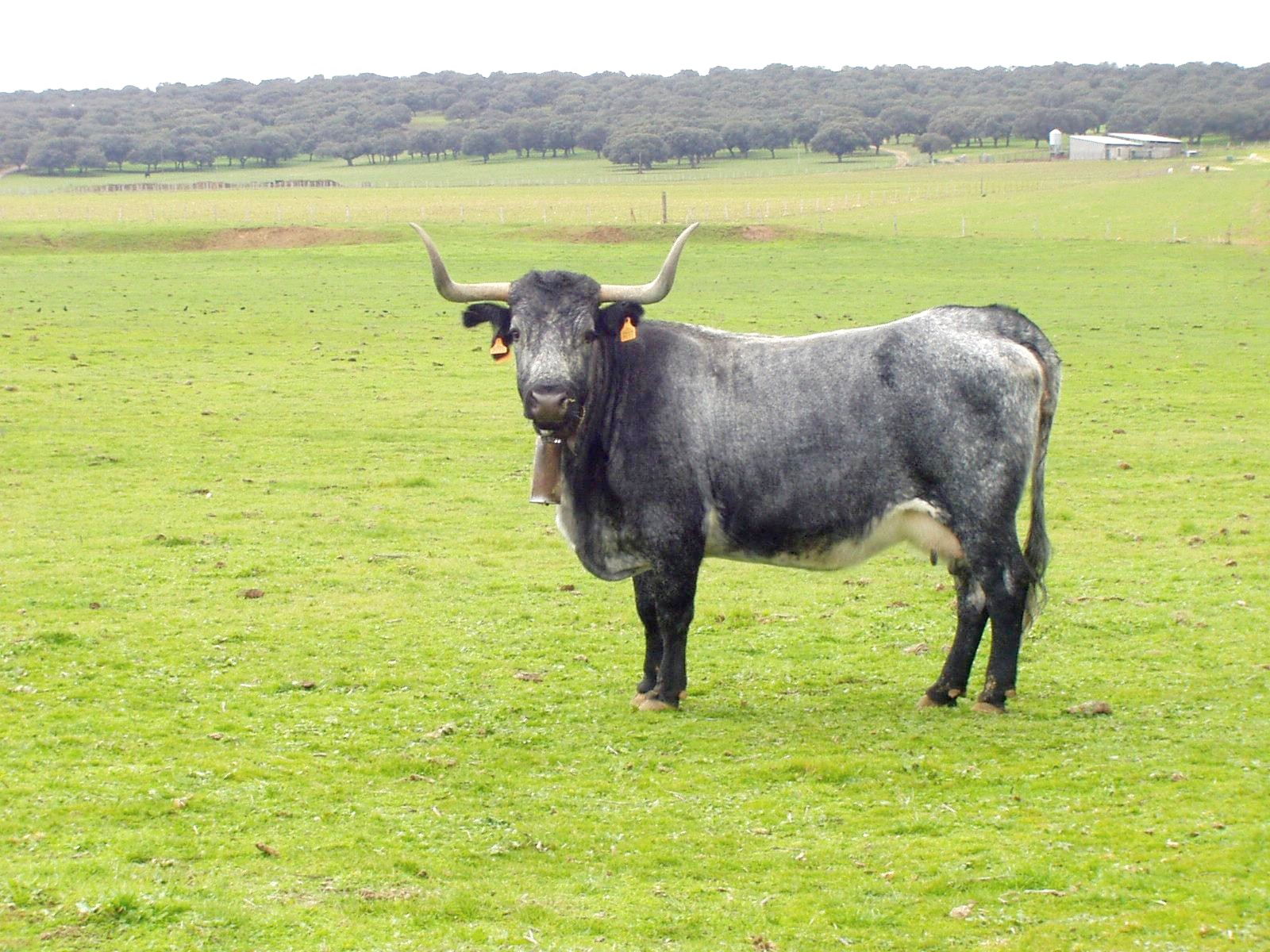
Vaca de raza morucha. Los machos de esta raza se utilizan a veces como cabestros

El término cabestro no designa una raza específica como ya se ha explicado. Pueden emplearse diferentes razas de ganado vacuno para esta finalidad. 
Algunas de las más utilizadas por sus aptitudes naturales son la Berrenda en colorado y la Berrenda en negro. Los machos castrados de estas razas pueden superar los 800 kilos y poseen enormes cornamentas, aunque mansos, a veces tienen algunos rasgos de bravura que se creen están originados por los cruces con ganado bravo que se practicaban antiguamente en las ganaderías. No son infrecuentes las cornadas por cabestros que a veces tienen consecuencias graves. Sin embargo, el exceso de bravura en los cabestros no es recomendable, pues disminuye la facilidad para su adiestramiento. Otra raza que se emplea a veces es la Morucha que se cría fundamentalmente en dehesas de la provincia de Salamanca.